# Ясельничий
Я́сельничий (от ясли — ящик для корма скота) — придворный чин и должность в дворцовом хозяйстве и государственном управлении  XV - XVII веков. В XV - XVII веках — помощник конюшего. По рангу считался выше стольника, а иногда наравне с думными дворянами.
Впервые упоминается с 1497 года. Первым ясельничим был Фёдор Викентьев. Ясельничий присутствовал вместе с конюшим в Конюшенном приказе. В отсутствие конюшего его обязанности исполнял ясельничий.
Когда конюшим был Борис Годунов, ясельничего к нему в помощь не было назначено. После воцарения Бориса Годунова ясельничие вновь стали назначаться.
Ясельничие следили за царскими лошадьми и всеми их принадлежностями.
Чин существовал до начала XVIII века.

## Царские Ясельничие
| Год                                 | Фамилия, Имя, отчество                 | Примечания                                                                  |
| ----------------------------------- | -------------------------------------- | --------------------------------------------------------------------------- |
| Иван III Васильевич                 |                                        |                                                                             |
| 1495                                | Взворыкин Григорий                     | Упомянут в свите великой княжны Елены Ивановны (1495).                      |
| 1496                                | Викентьев Фёдор                        | Первый ясельничий                                                           |
|                                     | Лихарев Давыд                          |                                                                             |
| † 1508                              | Дровкин (Дровнин) Григорий Афанасьевич |                                                                             |
| Василий III Иванович                |                                        |                                                                             |
|                                     | Дровкин Григорий Иванович              |                                                                             |
|                                     | Суков Иван Иванович                    |                                                                             |
|                                     | Хлопов Фёдор Семёнович                 |                                                                             |
| Иван IV Васильевич                  |                                        |                                                                             |
| 1540                                | Дровкин (Дровнин) Василий Григорьевич  | Сын Г.А. Дровнина.                                                          |
|                                     | Ошанин Василий Фёдорович               |                                                                             |
| Фёдор Иванович                      |                                        |                                                                             |
| 1596                                | Татищев Михаил Игнатьевич              | Лжедмитрий I пожаловал его в окольничие                                     |
| Борис Годунов                       | Борис Годунов                          | Ясельничих не было                                                          |
| Смутное время                       |                                        |                                                                             |
|                                     | Воейков Андрей Матвеевич               | Ясельничий Лжедмитрия I                                                     |
| Василий IV Иванович Шуйский         | Василий IV Иванович Шуйский            | Данных об Ясельничих нет                                                    |
| Романов Михаил Фёдорович            |                                        |                                                                             |
| 1627-1629                           | Глебов Богдан Матвеевич                |                                                                             |
| 1629-1636                           | Биркин Иван Васильевич                 |                                                                             |
| 1640                                | Траханиотов Пётр Тихонович             |                                                                             |
| 1641                                | Болтин Баим Фёдорович                  |                                                                             |
| Романов Алексей Михайлович Тишайший |                                        |                                                                             |
|                                     | Матюшкин Афанасий Иванович             | Стольник и московский ловчий, в течение ряда лет правил Конюшенным приказом |
| 1646                                | Кондырев Ждан Васильевич               | Пожалован в Думные дворяне                                                  |
| 1658-1668                           | Князь Троекуров Борис Иванович         |                                                                             |
| 1668                                | Желябужский Иван Афанасьевич           |                                                                             |
| 1671                                | Вышеславцов Фёдор Яковлевич            | Ясельничий и судья († 1677).                                                |
| Романов Фёдор III Алексеевич        |                                        |                                                                             |
|                                     | Кондырев Иван Тимофеевич               | Окольничий, правил Конюшенным приказом (без титула Ясельничий)              |
| Иван V и Пётр I Алексеевичи         |                                        |                                                                             |
|                                     | Кондырев Иван Тимофеевич               | При малолетстве Петра I                                                     |
| 1682-1692                           | Толстой Андрей Васильевич              |                                                                             |
| 1686                                | Соковнин Алексей Прокофьевич           | Окольничий.                                                                 |